# ジュピターC
ジュピターCはアメリカ合衆国の観測ロケット。1956年から1957年にかけて、大気圏再突入時におけるノーズコーンの試験の為に使用された。後に配備されたジュピター中距離弾道ミサイルは、同じジュピターという名称だが全く異なるロケットである。
レッドストーンロケットシリーズの発展型であるジュピターCは、ヴェルナー・フォン・ブラウンが率いるアメリカ陸軍弾道ミサイル局において設計されている。 3回の打ち上げが行なわれ、3基とも全てフロリダ州のケープカナベラルから打ち上げられた。

## 詳細
ジュピターCは、一段目にレッドストーン弾道ミサイルの改良型を用い、さらに2段の固体燃料ロケットを上段に加えて出来たものだった。一段目はレッドストーンの推進剤のタンクを8 ft (2.4 m)延長することによってより多くの推進剤を搭載できるようにしてある。搭載する装置も同様にレッドストーンのものよりも小型軽量化された。

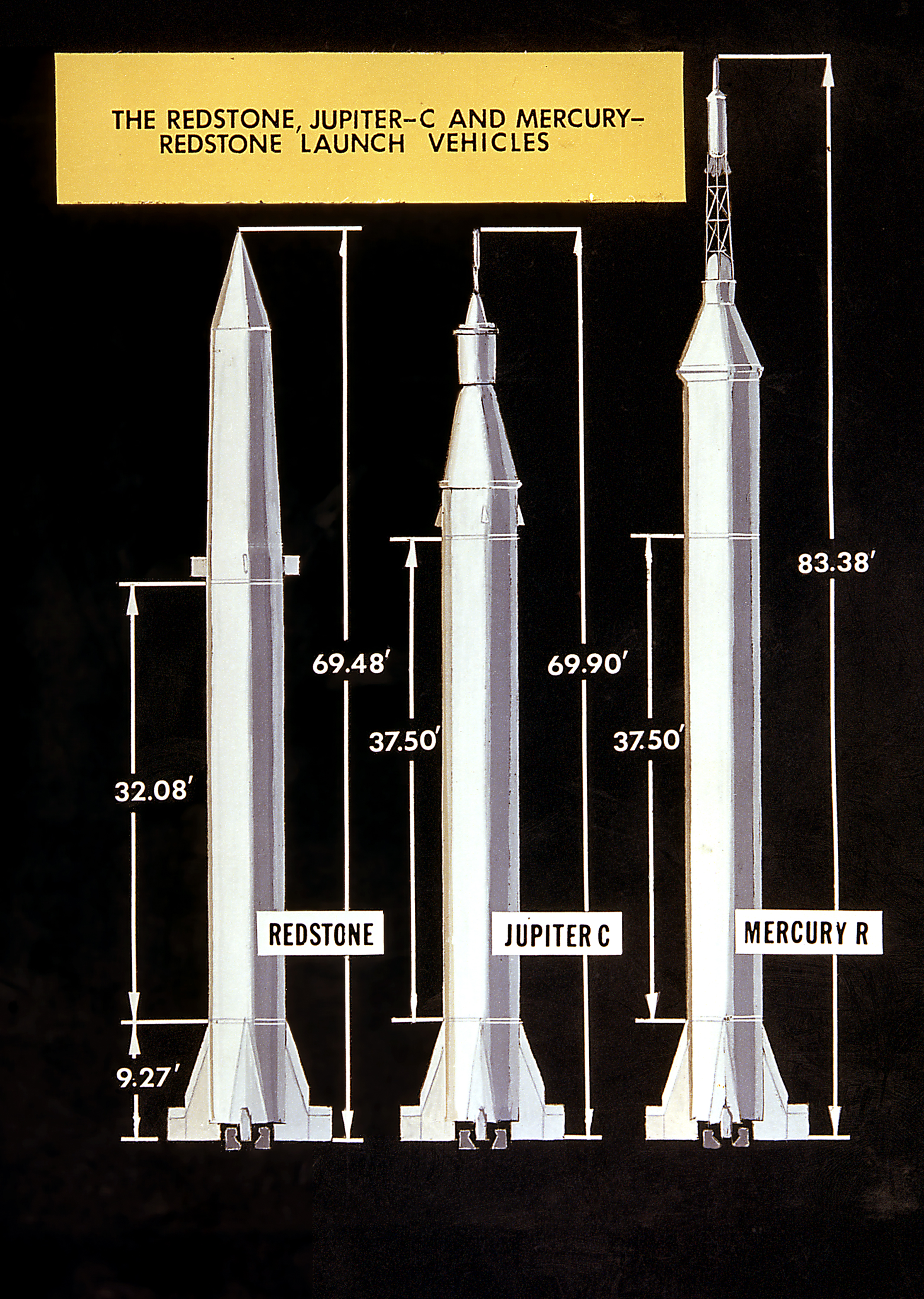
レッドストーン, ジュピター-C とマーキュリー・レッドストーンの比較

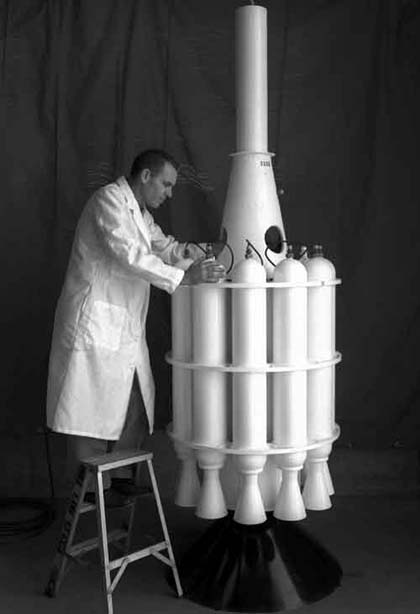
束ねられた2段目

2段目はサージェントミサイルのロケットモーターを小型化したものが11基ある。ロケットモーターは束ねられており、輪の形状をしている。3段目は同様に3基の小型化したサージェントミサイルのロケットモーターを用いており、輪の形状となっている2段目の内側に収まる構造となっている。これらは隔壁とリングによって固定され、筒状の外装によって覆われた。1段目の搭載機器部に備えられた軸に玉軸受を介して外装の基部が設置されており、ロケットクラスターの出力の不釣合いを調整するため、2台の電気モーター用いて、上段部は毎分450から750回転するようになっていた。上段は発射前より回転が付けられるようになっており、1段目の飛行中にも行われる。また、共振しないように予め回転率が調整されていた。
1段目の飛行中はジャイロによる自動制御装置にて飛行制御を行っている。サーボで制御されている1段目の動翼とジェット噴流を用いて誘導される。打ち上げ台から垂直に打ち上げられ、機体は予め設定されたコースに沿って飛行する。打ち上げから157秒後の1段目の燃焼終了時には水平から40度の角度に傾斜している。
1段目の燃焼終了後に爆発ボルトによって、1段目のタンクが回転している機器部と分離される。機器部と回転タブは、機器部の基部にあるジェット装置を噴射して徐々に水平状態になる。垂直に打ち上げられてから約247秒後、無線信号により、2段目の11基の束ねられたロケットに点火され機器部からタブが分離される。最後に3段目が軌道に投入する為に燃焼される。このシステムは1956年にヴェルナー・フォン・ブラウンがオービター計画を提案した時に設計され、ジュピターCの上段の誘導装置の必要性は無いものとされた。

### ジュノー I
ジュノーIは人工衛星を打ち上げる為のロケットであり、ジュピターCの改良型である。ジュピターCの3段目の上に更に4段目が加えられた。ジュノーの名前は、フォン・ブラウンが気象観測ロケットのヴァイキングから開発されたバンガードロケットの表記のように、兵器ではなく平和目的の人工衛星の打ち上げを願ったことに由来する。ジュノーIはジュピターCと同じ高さ(21.2m)だったが、外装内に追加された4段目が隠されていた。アメリカ合衆国にとって初の人工衛星の打ち上げに成功した機体で、しばしば誤ってジュピターCと混同される。

## 全体的な仕様
- 重量はエクスプローラー1号の打ち上げ時の仕様で積載物は空の状態である
  - 打ち上げ時の総重量: 64,000 lb (29,000 kg)/10,230 lb (4640 kg)
  - 第1段 62,700 lb (28,400 kg)/9,600 lb (4,400 kg)
  - 第2段 1,020 lb (460 kg)/490 lb (220 kg)
  - 第3段 280 lb (130 kg)/140 lb (64 kg)
- 推進
  - 第1段: ロケットダイン A-7エンジン
    - 推力, 83,000 lbf (370 kN)
    - 燃焼時間, 155秒
    - 比推力, 235秒 (2.30 kN·s/kg)
    - 推進剤, 酸化剤として液体酸素, 燃料として"ヒドラジン" (60% 非対称ジメチルヒドラジンと 40% ジエチレントリアミン)
    - 推進剤の供給, ターボポンプ
    - タービン駆動, 90%過酸化水素を触媒によって分解することによって出来た水蒸気

  - 第2段: 11基のJPL 縮小したサージェントロケット
    - 推力, 16,500 lbf (73 kN)
    - 燃焼時間, 6.5 秒
    - 比推力, 220 秒 (2.16 kN·s/kg)
    - 推進剤, 硫化アルミニウムと過塩素酸アンモニウム (固体燃料)

  - 第3段: 3基のJPL 縮小したサージェントロケット
    - 推力, 4,500 lbf (24 kN)
    - 燃焼時間, 6.5 秒
    - 比推力, 235秒 (2.30 kN·s/kg)
    - 推進剤は2段目と同じ

## 打ち上げの歴史
- 1956年9月20日: フロリダのケープカナベラルから86.5-lb (39.2 kg)の積載物を搭載して打ち上げられ(30-lb (14 kg)の模擬人工衛星を含む)高度680 mi (1,100 km),速度 16,000 mph (7 km/s),距離3,300 mi (5,300 km)に達した。[2]

- 1957年5月15日: 300 lb (140 kg) のジュピターのアブレーションノーズコーンを搭載して打ち上げられ高度350 mi (560 km)、距離710 mi (1,100 km)に達した。

- 1957年8月8日: 1/3-スケールのジュピターのノーズコーンを高度285 mi (460 km)、距離1,330 mi (2,140 km); ジュノー I (4段仕様).[3]